# Roman Indrzejczyk

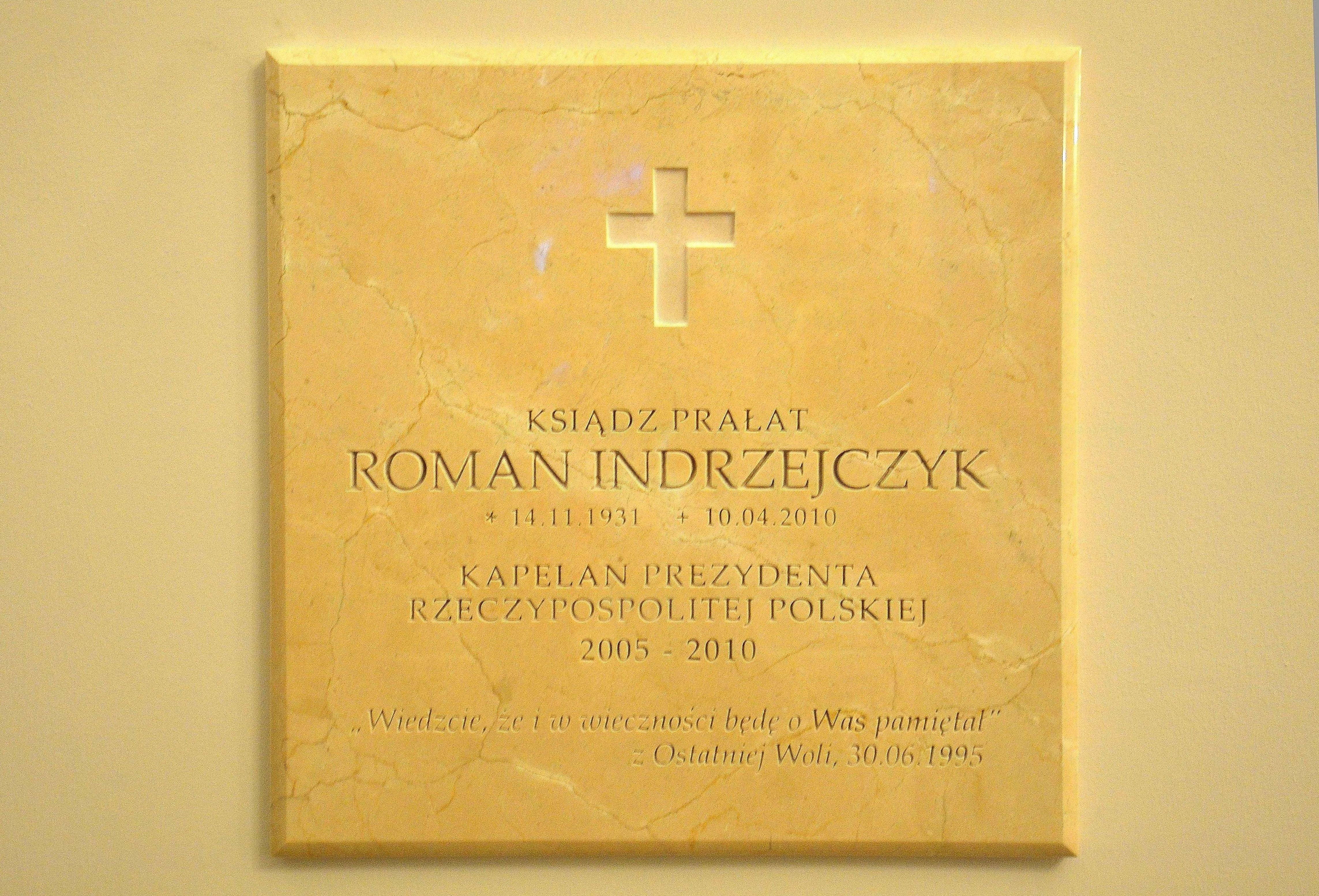
Tablica pamiątkowa w kaplicy Zwiastowania Najświętszej Marii Panny w Pałacu Prezydenckim w Warszawie

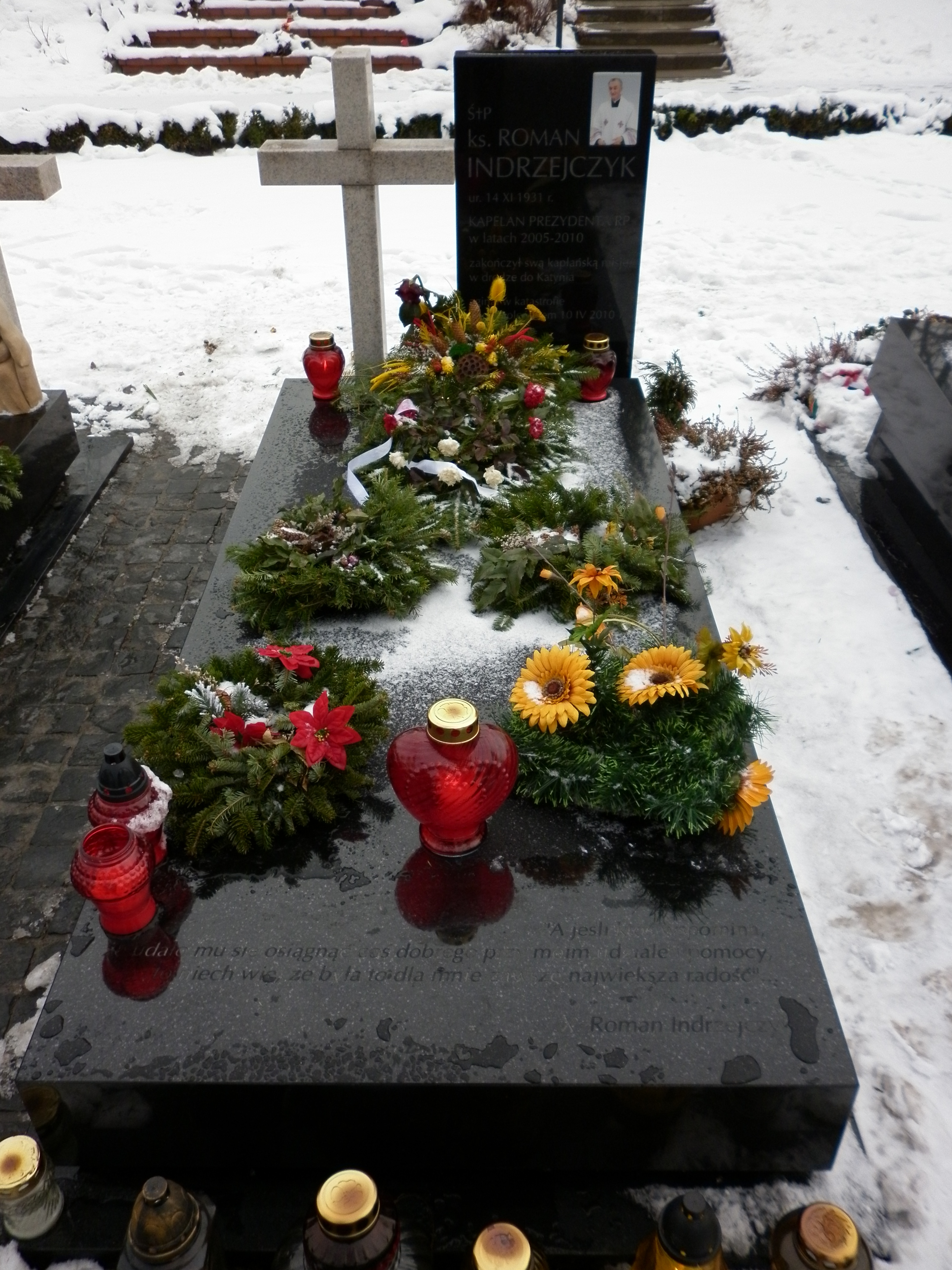
Grób ks. Romana Indrzejczyka na Cmentarzu Wojskowym na Powązkach

Roman Indrzejczyk (ur. 14 listopada 1931 w Żychlinie, zm. 10 kwietnia 2010 w Smoleńsku) – polski prezbiter rzymskokatolicki, kapelan Prezydenta RP i rektor kaplic prezydenckich w latach 2005–2010, kanonik Kapituły Kolegiackiej Kampinosko-Bielańskiej od 2003, prałat honorowy Jego Świątobliwości od 2008.

## Życiorys
Urodził się 14 listopada 1931 w Żychlinie. W 1951 ukończył zdaniem matury naukę w tamtejszym Liceum Ogólnokształcącym im. Adama Mickiewicza. 8 grudnia 1956 przyjął święcenia kapłańskie z rąk Stefana Wyszyńskiego.
W czasie swojej posługi kapłańskiej pełnił funkcję wikariusza w parafiach w Drwalewie i Grodzisku Mazowieckim, następnie w parafiach warszawskich: św. Aleksandra, Nawiedzenia Najświętszej Maryi Panny na Nowym Mieście i Matki Boskiej Loretańskiej na Pradze. W latach 1964–1986 był duszpasterzem szpitala psychiatrycznego w Tworkach. W latach 1986–2004 był proboszczem parafii Dzieciątka Jezus na warszawskim Żoliborzu. Był nauczycielem religii w Zespole Państwowych Szkół Muzycznych nr 4 im. Karola Szymanowskiego w Warszawie, gdzie opiekował się chórem Laudate Dominum.
Współpracował z działaczami opozycji solidarnościowej. Fizycznie podobnemu do siebie Zbigniewowi Romaszewskiemu przesłał sutannę i dowód osobisty, aby ten mógł podawać się za niego, jednakże Romaszewski nie skorzystał z tej możliwości. Na jego plebanii wykłady prowadził Jacek Kuroń. W salkach katechetycznych zbierała się Komisja Krajowa NSZZ „Solidarność”, a nawet odbywały się posiedzenia jednego z podstolików Okrągłego Stołu. Funkcjonariusze aparatu bezpieczeństwa próbowali podpalić jego kościół.
W latach 1961–1976 i 1989–1994 był krajowym duszpasterzem służby zdrowia. Był wiceprzewodniczącym Polskiej Rady Chrześcijan i Żydów oraz krajowym koordynatorem ruchu Pax Christi. Od 22 grudnia 2005 do śmierci był kapelanem prezydenta Lecha Kaczyńskiego i rektorem kaplic prezydenckich.
W 1990 został odznaczony przywilejem noszenia rokiety, mantoletu i pierścienia. W 2003 został kanonikiem protektorem Kapituły Kolegiackiej Kampinosko-Bielańskiej, a w 2008 prałatem honorowym Jego Świątobliwości.
Zginął 10 kwietnia 2010 w katastrofie polskiego samolotu Tu-154M w Smoleńsku w drodze na obchody 70. rocznicy zbrodni katyńskiej. 24 kwietnia został pochowany w Kwaterze Smoleńskiej na Cmentarzu Wojskowym na Powązkach.

## Upamiętnienie
- 18 lutego 2011 odsłonięto poświęconą mu tablicę pamiątkową w kościele Przemienienia Pańskiego w Pruszkowie[11], a 10 kwietnia 2011 tablicę pamiątkową w kaplicy Pałacu Prezydenckiego w Warszawie[12].

- Jego imieniem nazwana została honorowa nagroda ustanowiona przez Polską Radę Chrześcijan i Żydów (PRChiŻ), która 8 stycznia 2012 została wręczona po raz pierwszy. Wyróżnienie przyznawane jest chrześcijańskim osobom konsekrowanym, które swoją działalnością i postawą przyczyniły się m.in. do rozwoju dialogu i współpracy chrześcijańsko-żydowskiej i polsko-żydowskiej. Pierwszym jej laureatem został ks. Stanisław Bartmiński[13].

- W centrum Pruszkowa znajduje się ulica jego imienia[14].

## Odznaczenia
- Krzyż Komandorski z Gwiazdą Orderu Odrodzenia Polski – 2010, pośmiertnie[15]
- Medal „Zasłużony dla tolerancji” – 1998[16]
- Komandor Orderu Zasługi – 2008, Portugalia[17]

## Twórczość
- Rekolekcje z „Gazetą” (współautorstwo). Warszawa: 2001. Brak numerów stron w książce
- Rozważania o człowieczeństwie (zasłyszane w parafii). Warszawa: MATREK Jerzy Pusiak, 2003. Brak numerów stron w książce
- I niech tak zostanie... niektóre myśli sercem wysłuchane. Warszawa: MATREK Jerzy Pusiak, 2005. Brak numerów stron w książce
- Człowiek dla człowieka. Rozmowy z ludźmi i...historią. Warszawa: MATREK Jerzy Pusiak, 2006. Brak numerów stron w książce
- Mądrym być człowiekiem. Warszawa: Jerzy Pusiak, 2007. Brak numerów stron w książce
- Wiersze wybrane. Rozważania o człowieczeństwie. Warszawa: Towarzystwo Przyjaźni Polsko-Francuskiej, 2008. Brak numerów stron w książce
- W pamięci zapisane. Warszawa: Jerzy Pusiak, 2008. Brak numerów stron w książce
- Tak różni jesteśmy... Warszawa: Jerzy Pusiak, 2009. Brak numerów stron w książce
- W pamięci zapisane. Warszawa: Bluet emplire, 2010. Brak numerów stron w książce